# Generaldiözese Alfeld

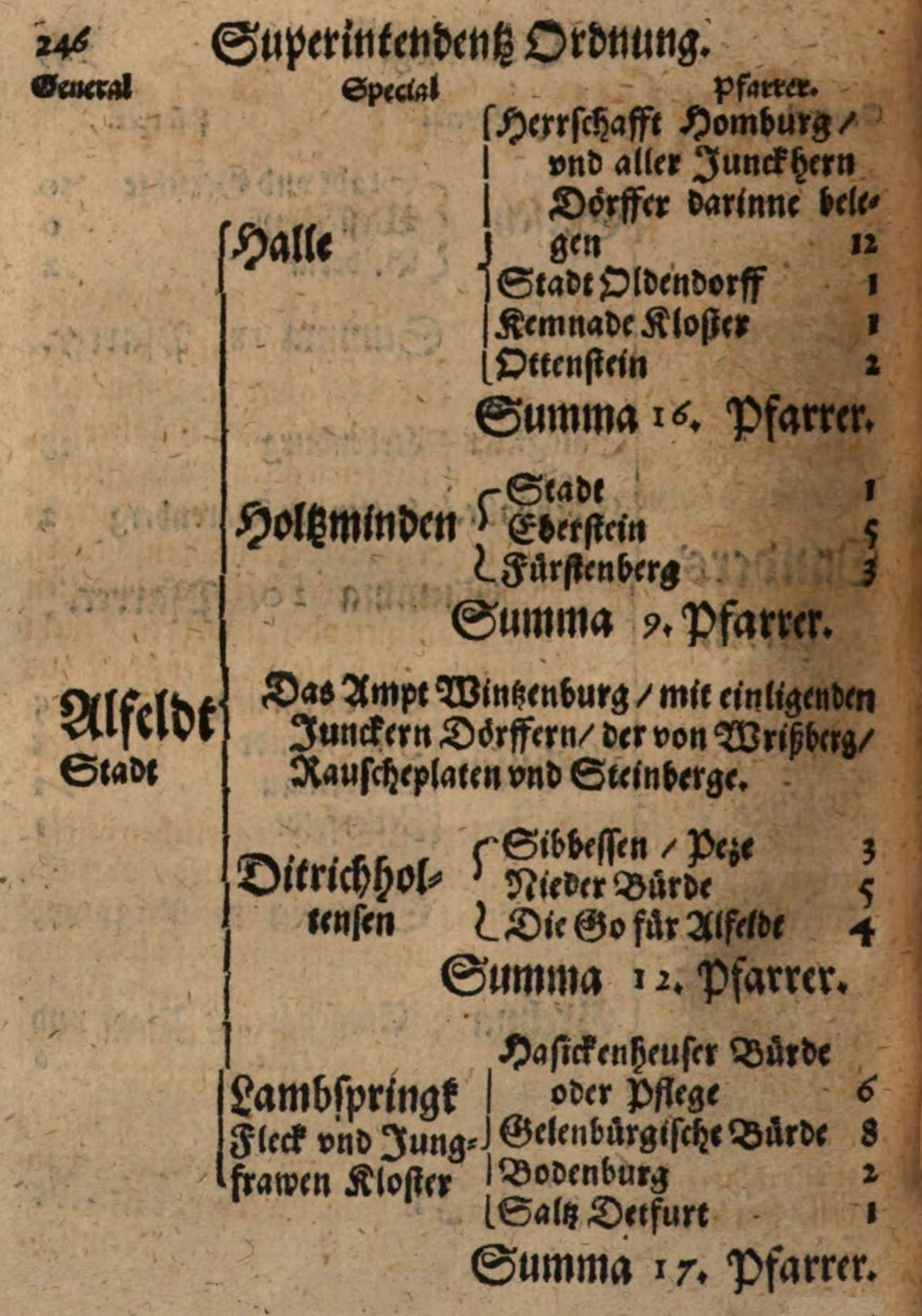
Generalsuperintendentur Alfeld mit ihren Spezialsuperintendenturen in der Braunschweig-Wolfenbütteler Kirchenordnung von 1569

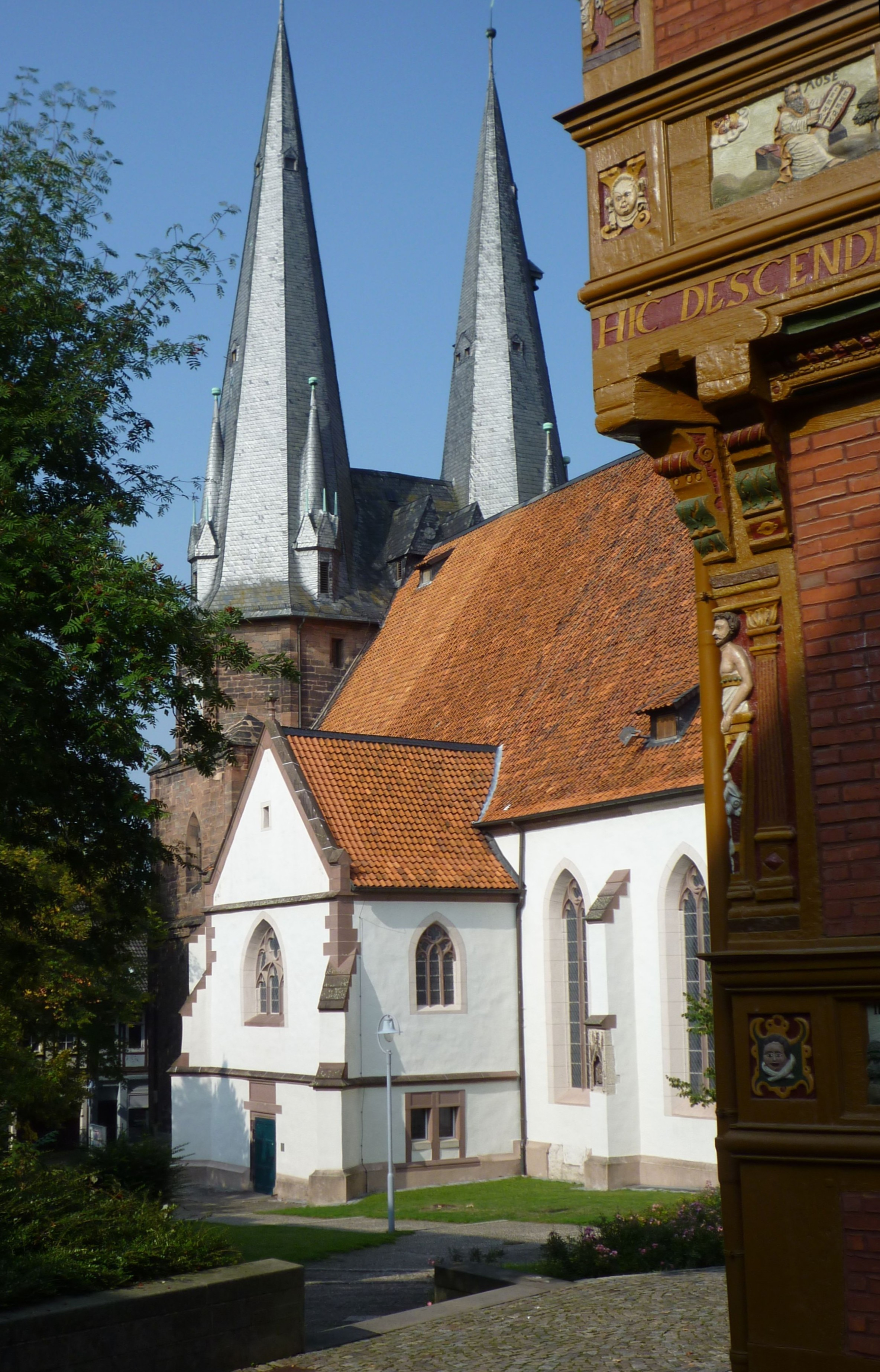
St. Nicolai in Alfeld, die Predigtkirche des Generalsuperintendenten

Die Generaldiözese Alfeld war ein kirchlicher Aufsichtsbezirk im Bereich der heutigen Evangelisch-lutherischen Landeskirche Hannovers. Sie entstand 1569 bei der Neuordnung der lutherischen Landeskirche des Fürstentums Braunschweig-Wolfenbüttel. Mit der Restitution des Hochstifts Hildesheim 1643 wurde sie dem lutherischen Konsistorium in Hildesheim unterstellt, dessen Zuständigkeitsbereich nach 1802 im Königreich Hannover und dessen Landeskirche aufging; nur die Amtsbereiche Holzminden und Halle blieben bei Braunschweig.
Der Generalsuperintendent war der Inhaber der 1. Pfarrstelle und Superintendent in Alfeld. Ihm zugeordnet waren die Superintendenten der Spezialdiözesen in Halle, Holzminden, Wrisbergholzen („Dietrichholtensen“) und Lamspringe.
1818 wurde die Generaldiözese Alfeld mit der Generaldiözese Bockenem zur neuen Generaldiözese Hildesheim vereinigt. Der Sitz blieb bis 1833 in Alfeld und wurde dann nach Elze und 1853 nach Hildesheim verlegt.

## Generalsuperintendenten
- 1569–1574: Nicolaus Erben
- 1574–1581: Esaias Krüger
- 1581–1596: Nicolaus Groscurdt
- 1596–1599: Andreas Leopoldi
- 1599–1623: Bartholomäus Sengebähr
- 1624–1648: Johannes Brüning
- 1648–1664: Achatius Mylius
- 1665–1669: Heinrich Martin Eccard
- 1670–1688: Johann Lucas Pestorf
- 1689–1718: Johann Sebastian Leopoldi
- 1718–1727: Johann Justus Berkelmann
- 1728–1733: Johann Conrad Stephan Hölling
- 1733–1758: Heinrich Ernst Owen
- 1758–1778: Friedrich Andreas Crome
- 1779–1800: Christian Josua Leopold Illing
- 1800–1818: August Friedrich Brackmann